# Docosia sogetensis
Docosia sogetensis är en tvåvingeart som beskrevs av Olavi Kurina 2006. Docosia sogetensis ingår i släktet Docosia och familjen svampmyggor.
Artens utbredningsområde är Kazakstan. Inga underarter finns listade i Catalogue of Life.